# Mátyás Tóth
Mátyás Tóth, noto anche con il nome in Ungheria Tóth III (Békés, 12 novembre 1918 – Halmstad, 19 febbraio 2002), è stato un calciatore ungherese di ruolo attaccante.

## Carriera

### Club
Ha giocato nel campionato ungherese e rumeno.

### Nazionale
Tra il 1939 e il 1948 vestì la maglia della Nazionale ungherese con cui ha collezionato 16 presenze. Fu altresì membro della Selezione rumena nel 1946, Nazionale con la quale giocò due partite.

## Palmarès

### Nazionale
- Coppa Internazionale: 1

Ungheria: 1953